# مدیریت مهارت‌ها
مدیریت مهارت‌ها (انگلیسی: Skills management) یا مدیریت توانمندی‌ها، تکنیکی در مدیریت منابع انسانی است، که بر روش‌های درک صحیح افراد سازمان، توسعه مهارت‌های آنها و استقرار افراد در نقش‌های مناسب، متمرکز می‌باشد. مدیریت مهارت‌ها با بررسی توانمندی‌های مورد نیاز نقش‌های شغلی و ارزیابی مهارت‌های فردی کارکنان، هرگونه شکاف میان این دو موضوع را با استفاده از ابزاری بنام ماتریس مهارت‌ها، مشخص می‌نماید. در مدیریت مهارت‌ها ۶ نوع مهارت، مد نظر قرار می‌گیرد، که شامل: برنامه‌ریزی شغلی، سازماندهی، مدیریت پرسنل، هدایت، هماهنگی و گزارش‌دهی می‌باشد. تکنیک مدیریت مهارت‌ها نخستین بار در سال ۲۰۰۳ توسط تیم مدیریت منابع انسانی شرکت آی‌بی‌ام مورد استفاده قرار گرفت.